# تأمين المتاع
تأمين المتاع أو المحتويات هو تأمين يدفع مقابل الأضرار التي تلحق بالممتلكات الشخصية للفرد في المنزل أو في حال سرقتها أو فقدانها. تغطي بعض وثائق التأمين العناصر التي تُصطحب خارج المنزل أثناء الإجازة أيضًا.
المتاع في هذا السياق يعني المحتويات أي أي شيء غير مرتبط بهيكل المنزل (الممتلكات المرتبطة بهيكل المنزل لا يمكن التأمين عليها إلا عن طريق تأمين المنزل) قد تشمل بعض أنواعه الممتلكات المحفوظة في المباني الملحقة أو في منطقة الحديقة الملحقة بالمنزل أيضًا.